# Nanhua Jiao
Nanhua Jiao är en ö bland Spratlyöarna i Sydkinesiska havet. Kina betraktar den som sitt territorium, något som inte erkänns av grannländer som Vietnam och Taiwan.[källa behövs]